# Mara Heinze-Hoferichter
Mara Heinze-Hoferichter (geb. Emma Luise Margarete Hoferichter; * 6. Januar 1887 in Küstrin; † 15. Mai 1958 in Achern) war eine deutsche Schriftstellerin. 

## Leben
Mara Heinze-Hoferichter heiratete 1910 in Berlin, wo sie seit den 1930er Jahren in Wilhelmshorst lebte. Nach 1938 wohnte sie in Berlin-Charlottenburg. Sie war Mitarbeiterin von Zeitungen wie dem Wilhelmshorster Boten und dem Berliner Lokal-Anzeiger. 1943 zog sie nach Wasserburg am Bodensee; seit Anfang der 1950er Jahre lebte sie auf Schloss Mittelbiberach und ab 1956 im badischen Achern.
Mara Heinze-Hoferichter war Verfasserin von Romanen, Erzählungen und Märchen. Ihr größter Erfolg war ihr 1928 erschienenes Debüt Friedel Starmatz, ein Jugendbuch, das sich in den folgenden Jahrzehnten zum Longseller entwickelte und bis Anfang der 1960er Jahre eine Auflage von über 240.000 Exemplaren erreichte.

## Werke
- Friedel Starmatz, Reutlingen 1928.
- Zwei Menschen gehen ihren Weg, Reutlingen 1930.
- Erste Kindheit, Hamburg 1931.
- Der heilige Berg, Reutlingen 1931.
- Die Himmelsleiter. Die Geschichte vom Schmerzenskraut, Hamburg 1931.
- Zwei Erzählungen, 1931.
- Erste Kindheit, 1931.
- Hansjörgs wunderbare Wanderfahrt, Reutlingen 1932.
- Ina Berghöft, Gütersloh 1933, Neuauflage u.d.T.: Das gläserne Tor – Roman um drei Frauenleben, Thomas Verlag, Kempen/Niederrhein 1944.